# Stemmops lini
Espèce
Stemmops lini est une espèce d'araignées aranéomorphes de la famille des Theridiidae.

## Distribution
Cette espèce est endémique de Chine. Elle se rencontre au Fujian et au Zhejiang.

## Description
Le mâle holotype mesure 1,71 mm et la femelle paratype 2,14 mm.

## Systématique et taxinomie
Cette espèce a été décrite par Lin et Li en 2023.

## Étymologie
Cette espèce est nommée en l'honneur de Lin Zexu.

## Publication originale
- Li, Lin, Gao, Yao & Li, 2023 : « Taxonomic notes on Stemmops O. Pickard-Cambridge, 1894 (Araneae, Theridiidae) of China. » Biodiversity Data Journal, vol. 11, no e106208, p. 1-17 (texte intégral).